# Bertram Gurdon (2e baron Cranworth)
Bertram Francis Gurdon, 2e baron Cranworth (13 juin 1877 - 4 janvier 1964) est un pair et soldat britannique.

## Biographie
Gurdon est le fils aîné de Robert Gurdon (1er baron Cranworth) et fait ses études au Trinity College, Cambridge.
Il est sous-lieutenant dans l'artillerie de Norfolk le 7 mars 1900, et se porte volontaire pour le service actif dans la seconde guerre des Boers en Afrique du Sud. Il est promu lieutenant le 25 août 1900. Deux ans après le début de la guerre, il est blessé, mais quitte l'hôpital en mai 1902, peu de temps avant la fin des hostilités. Il quitte Le Cap à bord du SS Walmer Castle le mois suivant  et arrive à Southampton au début de juillet. Il hérite du titre de son père en octobre 1902 et devient plus tard capitaine.
Le 18 juillet 1903, il épouse Vera Ridley (une cousine de Matthew White Ridley (1er vicomte Ridley)). En 1937, il est nommé colonel honoraire du 358th (Suffolk) Medium Regiment et à sa retraite en 1948, il est fait chevalier de la jarretière. Lord Cranworth meurt en 1964 et son titre passe à son petit-fils, Philip (son fils unique Robert ayant été tué au combat en Libye en 1942).